# Karačevskij rajon
Il Karačevskij rajon (in russo Карачевский район?) è un rajon dell'Oblast' di Brjansk, nella Russia europea; il capoluogo è Karačev. Istituito nel 1929, ricopre una superficie di 1.350 chilometri quadrati e nel 2010 ospitava una popolazione di 36.036 abitanti.